# Parque Estadual da Chacrinha

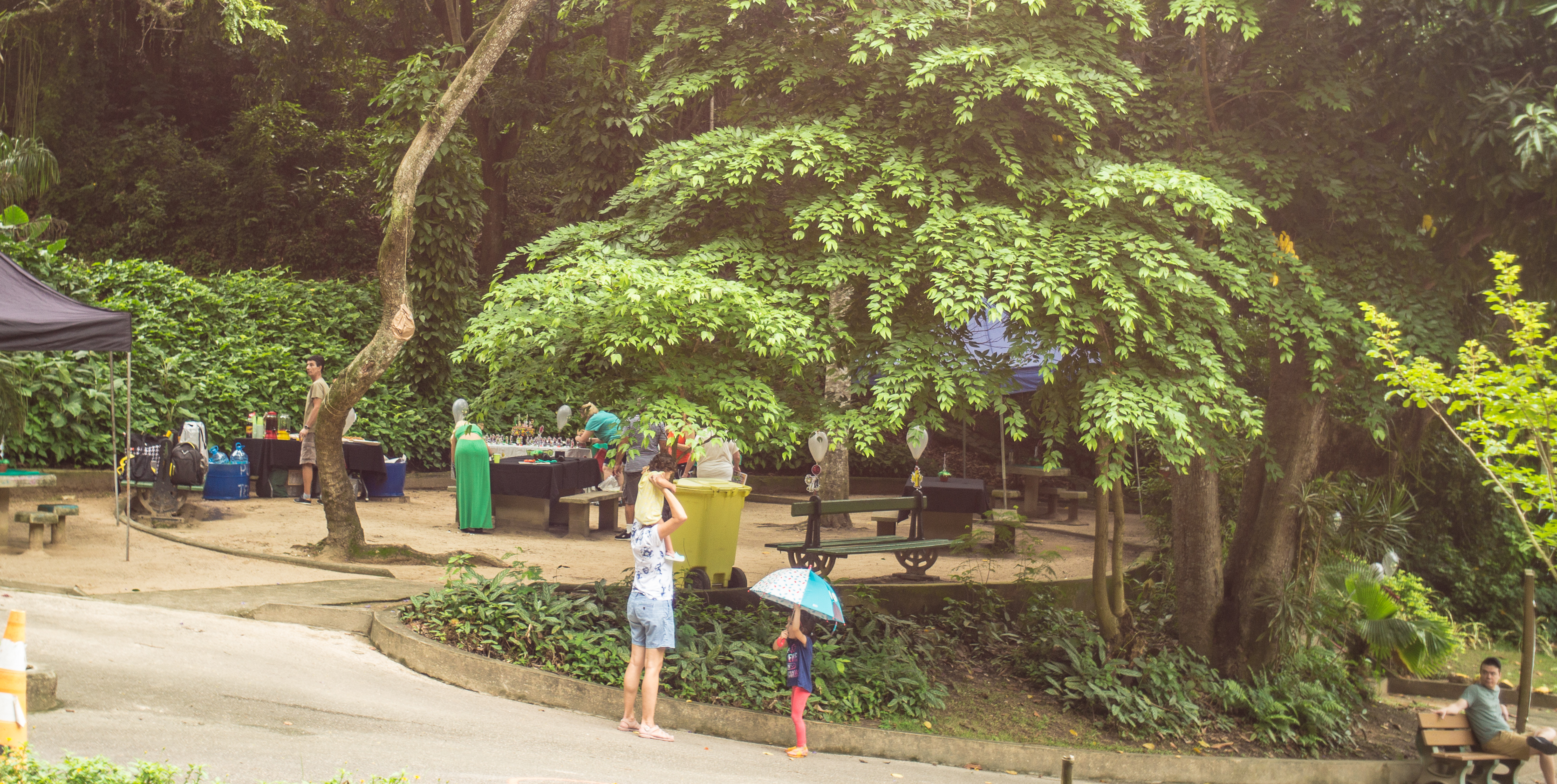
Picknick-Bereich im Parque Estadual da Chacrinha

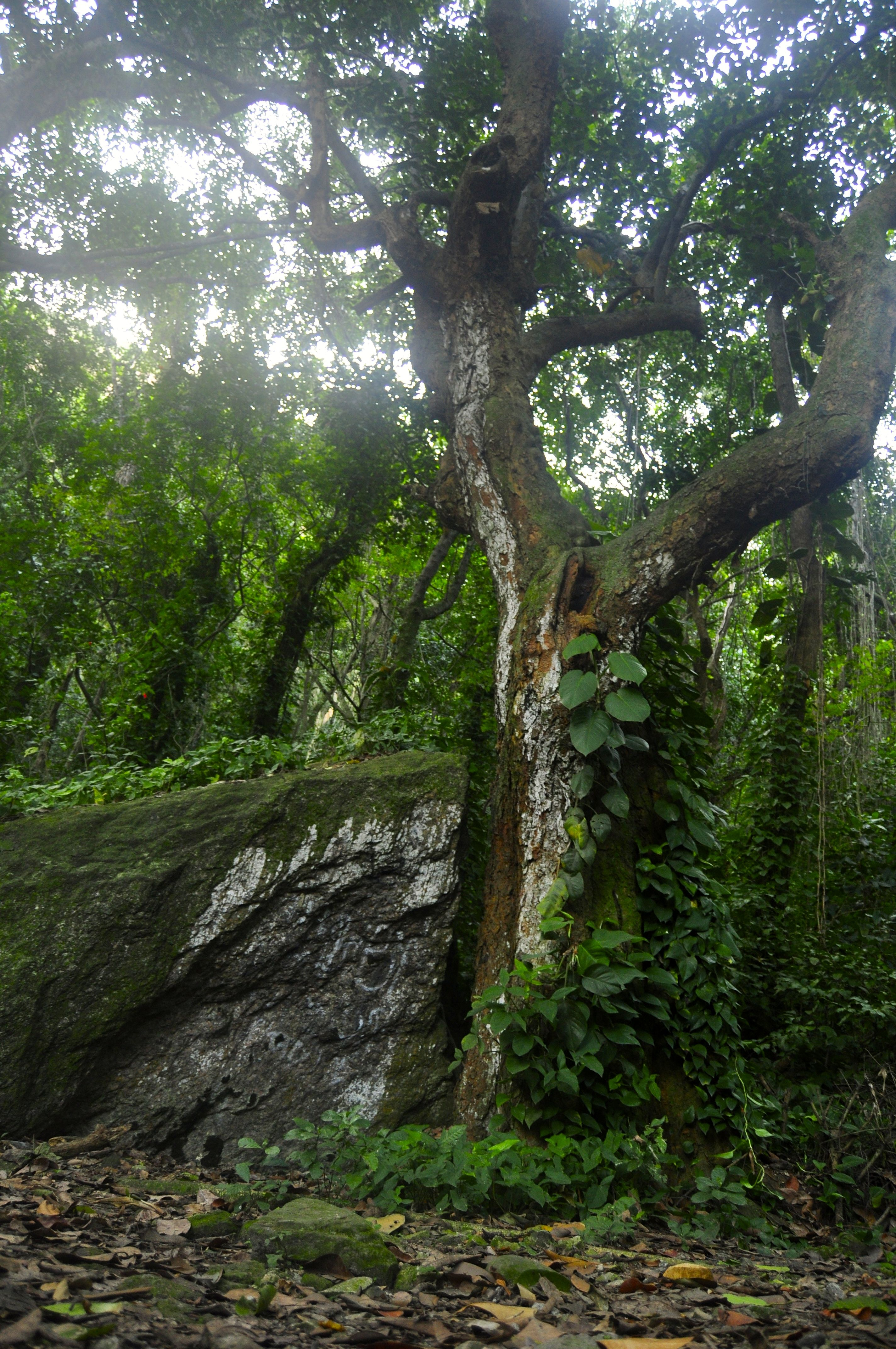
Felsen in dichtem Waldbereich

Der Parque Estadual da Chacrinha, deutsch Staatspark Chacrinha, offiziell Parque Estadual Aldir de Castro Dantas, ist ein Stadtwald, Park und Naturschutzgebiet in Rio de Janeiros Stadtteil Copacabana. Sein 13,3 Hektar großer Atlantischer Regenwald erstreckt sich am Morro de São João und Morro da Babilônia, entlang der Ladeira do Leme, vom Praça Cardeal Arcoverde bis zum alten Tor der Leme-Redoute, einem Teil der Stadtbefestigung, welcher den Zugang von Copacabana nach Botafogo kontrollierte. Der Name des Parks leitet sich vom volkstümlichen Namen „Chacrinha“ ab, was „kleiner Bauernhof“ bedeutet.

## Geschichte
Der Park entstand aus einem früheren Militärgelände, das 1708 zu Verteidigungszwecken der Stadt geschaffen worden war, sowie dem ehemaligen Gehöft „Chácara do Leme“, bekannt als „Chacrinha“. Wie an anderen Hanglagen der Stadt bildeten sich später Favelas. 1969 entstand hier der erste Staatspark im Gebiet der Stadt Rio de Janeiro. Erst 1984 zog sich das Militär vollends zurück. 2007 übernahm die Stadt seine Verwaltung. Der Park bietet Flächen für Erholung, Sport und Gymnastik. Es gibt Wanderwege, die zum Gipfel des Morro de São João führen. Über den Morro da Babilônia besteht eine Wegeverbindung zum Morro do Urubú in Leme.
Per Gemeindesatzung vom 6. Mai 2009 wurde ein zusammenhängendes Umweltschutz- und Stadterneuerungsgebiet geschaffen, das die Hügelkette Morro de São João, Morro da Babilônia, Morro do Urubú, Morro do Leme bis zur Ilha de Cotunduba umfasst. Aus den dabei entstandenen Studien ging der Gedanke zur Errichtung des Naturparks Parque Natural Municipal Paisagem Carioca als Zusammenfassung der Naturschutzgebiete Área de Proteção Ambiental dos Morros da Babilônia e São João und Área de Proteção Ambiental dos Morros da do Leme, Urubu e Ilha de Cotunduba einschließlich des Chacrinha-Parks hervor. Dieser zusammenhängende Naturpark dient der Erhaltung der Biodiversität, der klimatischen Verbesserung dicht bebauter Stadtviertel in seiner Umgebung, der Naherholung und der Förderung des Sanften Tourismus.